# Luperina rjabovi
Luperina rjabovi är en fjärilsart som beskrevs av Kljutshko 1967. Luperina rjabovi ingår i släktet Luperina och familjen nattflyn. Inga underarter finns listade i Catalogue of Life.